# Caodaismo

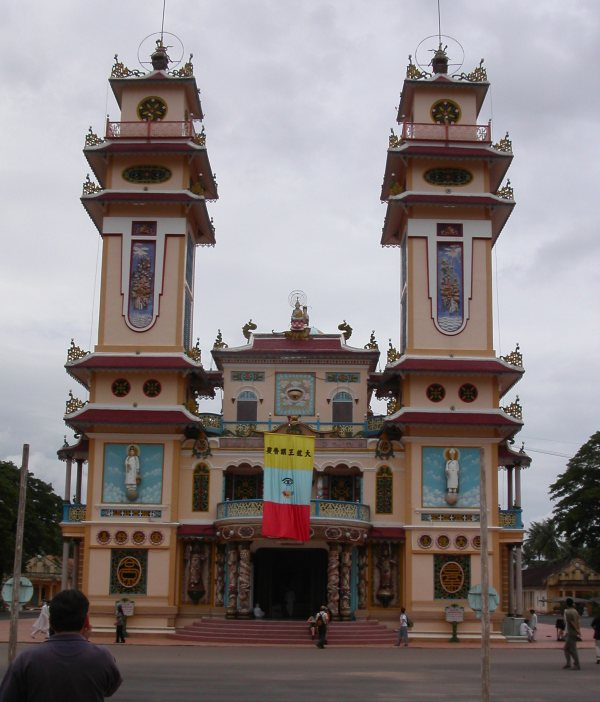
Tempio della Santa Sede di Tay Ninh

Il caodaismo o Cao Đài (nome ufficiale "Chiesa della Terza Rivelazione"), cioè "luogo elevato", o secondo altre versioni "Grande Palazzo", è un nuovo movimento religioso fondato nel 1926 presso Tay Ninh (Vietnam meridionale) da Ngo Van Chieu e da altri discepoli dell'Essere Supremo. I fondatori di questo culto sostenevano di avere ricevuto, nel corso di una seduta spiritica, una rivelazione da Dio, il quale ordinò loro di creare una nuova religione sincretica mescolando vari elementi di dottrine religiose orientali e occidentali.

## Storia
La storia di tale Chiesa, concretamente, inizia nel 1919 quando Ngo Van Chieu, funzionario dell'amministrazione coloniale francese e spiritista praticante, coordinava una serie di esperimenti con diverse ragazze medium. In varie sedute si manifestò un'entità chiamata "Cao Dai", che si presentò come la somma divinità. Sempre in una seduta spiritica, la notte di Natale del 1925, fu indicato che si doveva procedere alla fondazione della Chiesa e che ne doveva diventare il primo pontefice, l'anziano mandarino Le Van Trung.

## Dottrina e pratica religiosa

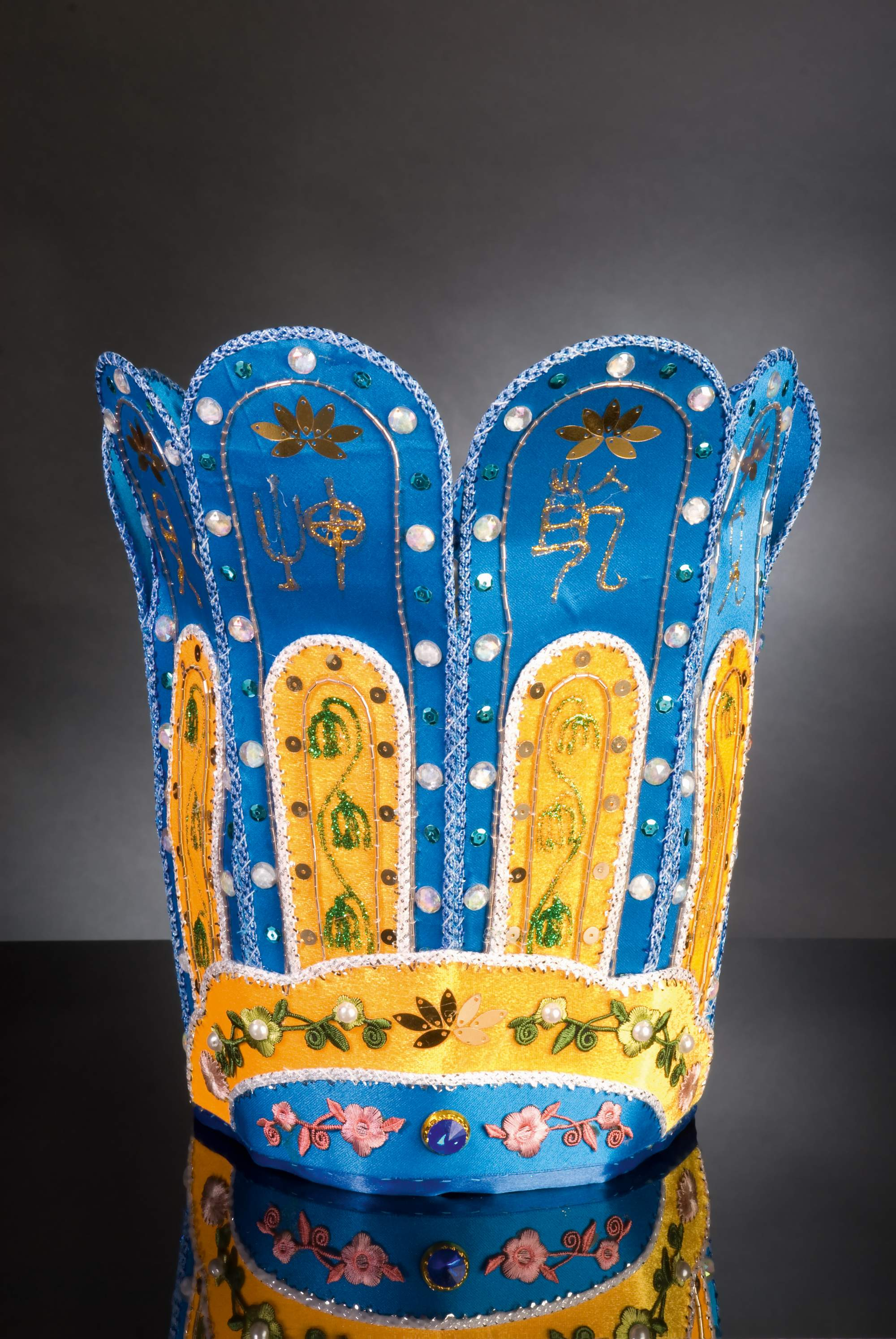
Copricapo indossato nel Caodaismo dai cardinali della parte blu

I caodaisti credono in un unico Dio, il quale ha fondato le principali religioni del mondo, quali lo Zoroastrismo, l'ebraismo, l'induismo, il taoismo, il confucianesimo, lo shintoismo, il buddhismo, il cristianesimo, l'islamismo e il Sikhismo.
La pratica religiosa caodaista si fonda su preghiere, culto degli antenati, non-violenza (per quanto, fino ad un recente passato, la Chiesa Cao Dai aveva delle proprie milizie armate private, che hanno svolto un ruolo nelle varie guerre civili indocinesi) e vegetarianesimo allo scopo di ottenere una rinascita favorevole tramite reincarnazione o, meglio ancora, entrare in paradiso e sottrarsi al ciclo di vita e di morte.
I "santi" o "spiriti guida" o epifanie (manifestazioni) del divino, nel caodaismo sono diversi. Tra loro si ricordano in particolare: la divinità indiana Krishna, il mitico conquistatore preistorico tartaro dell'Indocina, nonché inventore delle arti marziali, l'imperatore Huang Vong, Mosè, Buddha, Laozi, Confucio, Gesù, Maometto, sant'Antonio Abate, Giovanna d'Arco, Victor Hugo, il poeta cinese, celeberrimo in tutta l'Asia, Li Bai e il presidente cinese Sun Yat-sen. Dio viene rappresentato come un occhio divino.
Il luogo di culto per eccellenza di questa religione è la cattedrale di Tay Ninh, un capolavoro dell'architettura costruito durante il periodo coloniale. La volta della cattedrale viene sostenuta da 18 pilastri a forma di drago che discendono avvolti al pilastro in tutta la sua lunghezza e con il capo all'altezza dei fedeli.
Il caodaismo presenta un'organizzazione sacerdotale simile a quella della Chiesa cattolica con un papa, cardinali, vescovi e preti, inoltre, caso più unico che raro tra le fedi che hanno, in qualche modo, un legame con la Bibbia, i medium. Alle donne è permesso di raggiungere la carica di cardinale.
Gli aderenti credono che la dottrina, il simbolismo e l'organizzazione del caodaismo siano stati comunicati direttamente da Dio, esattamente come è stata guidata da Dio la costruzione del Tay Ninh Holy See.

## Diffusione
I seguaci del caodaismo in Vietnam sono circa 7-8 milioni, a cui si aggiungono 30.000 fedeli (soprattutto di origine vietnamita) negli Stati Uniti, in Europa e in Australia.

## Influenza culturale
Il carattere militante della Chiesa, sottolineato appunto dalla presenza della milizia privata, oltre all'atmosfera di mistero dovuta alla presenza dell'elemento spiritico, hanno ispirato anche alcune opere di fantasia, tra cui il romanzo di fantascienza del 1957 Le navi di Pavlov di Frederik Pohl e il romanzo Un americano tranquillo (1955) di Graham Greene, da cui, nel 1958 fu tratto il celebre film omonimo con Giorgia Moll, e di cui è stata girata nel 2002 una nuova versione. Una larga parte di tale romanzo narra dei tentativi, da parte delle varie fazioni indocinesi, di stringere legami con la Chiesa Cao-Dai, al fine di ottenere l'appoggio delle milizie controllate da tale Chiesa.